# محمدآباد پل ابریشم
محمدآباد پل ابریشم روستایی در دهستان کلاته‌های شرقی، بخش مرکزی شهرستان میامی در استان سمنان است. این روستا تا اوایل دهه نود خورشیدی یکی از روستاهای دهستان فرومد در بخش مرکزی شهرستان میامی  بوده است.

از کنار این روستا کال شور جاجرم عبور می کند. گفته ی شود در گذشته های دور این جاده ابریشم از این روستا  می گذشته است و بر روی رود پلی یوده و در کنار آن کاروانسرایی قرار دارد.
شغل اصلی مردم دامپروری می باشد و در سالهای اخیر چند حلقه چاه عمیق جهت کشاورزی حفر گردیده است.
اقوام کرمانچ و بلوچ و فارس ترکیب جمعیتی این منطقه می باشد.